# Zoologischer Garten Yadanabon
Koordinaten: 22° 0′ 21,6″ N, 96° 6′ 0″ O
Der Zoologische Garten Yadanabon (burmesisch: ရတနာပုံ တိရိစ္ဆာန် ဥယျာဉ်  [jədənàbòʊɰ̃ təɹeɪʔsʰàɰ̃ ʔṵjɪ̀ɰ̃]) ist ein Zoo in Mandalay, Myanmar. Der Zoo zählt fast 300 Tiere, darunter Tiger, Leoparden und Elefanten und spielt eine wichtige Rolle im Schutzprogramm für die stark bedrohte Birmesische Dachschildkröte (Batagur trivittata).
Laut einem Bericht eines Nachrichtenmagazins aus Rangun vom März 2011 wird der Zoo angeblich für eine Privatisierung in Betracht gezogen.

## Geschichte
Der Zoo befindet sich am Fuße des Mandalay Hills und wurde am 8. April 1989 eröffnet. Im Jahr 2003 wurden seine Einrichtungen für 500 Millionen Kyat (ca. 500.000 USD) modernisiert. Ein Teil des Modernisierungsprogramms umfasste ein spezielles Gehege für die Birmesische Dachschildkröte mit einem größeren Bodenteich, das mit Notfallfonds errichtet wurde, die von den BTG Studios in Sydney und dem Allwetterzoo Münster gespendet wurden.

## Birmesische Dachschildkröte
Der Zoo von Yadanabon ist dafür bekannt, dass er eine bedeutende Rolle im erfolgreichen Schutzprogramm mit der Turtle Survival Alliance für die Birmesische Dachschildkröte gespielt hat. Bis 2002 vom Aussterben bedroht und in der freien Wildbahn immer noch sehr selten, werden heute mehrere hundert Exemplare im Zoo und in einem Schildkrötenschutzzentrum im Lawkananda-Park in Bagan gehalten. Der Zoo Yadanabon beteiligt sich auch am Zuchtprogramm der stark bedrohten Birmanischen Sternschildkröte (Geochelone platynota).

## Fotos

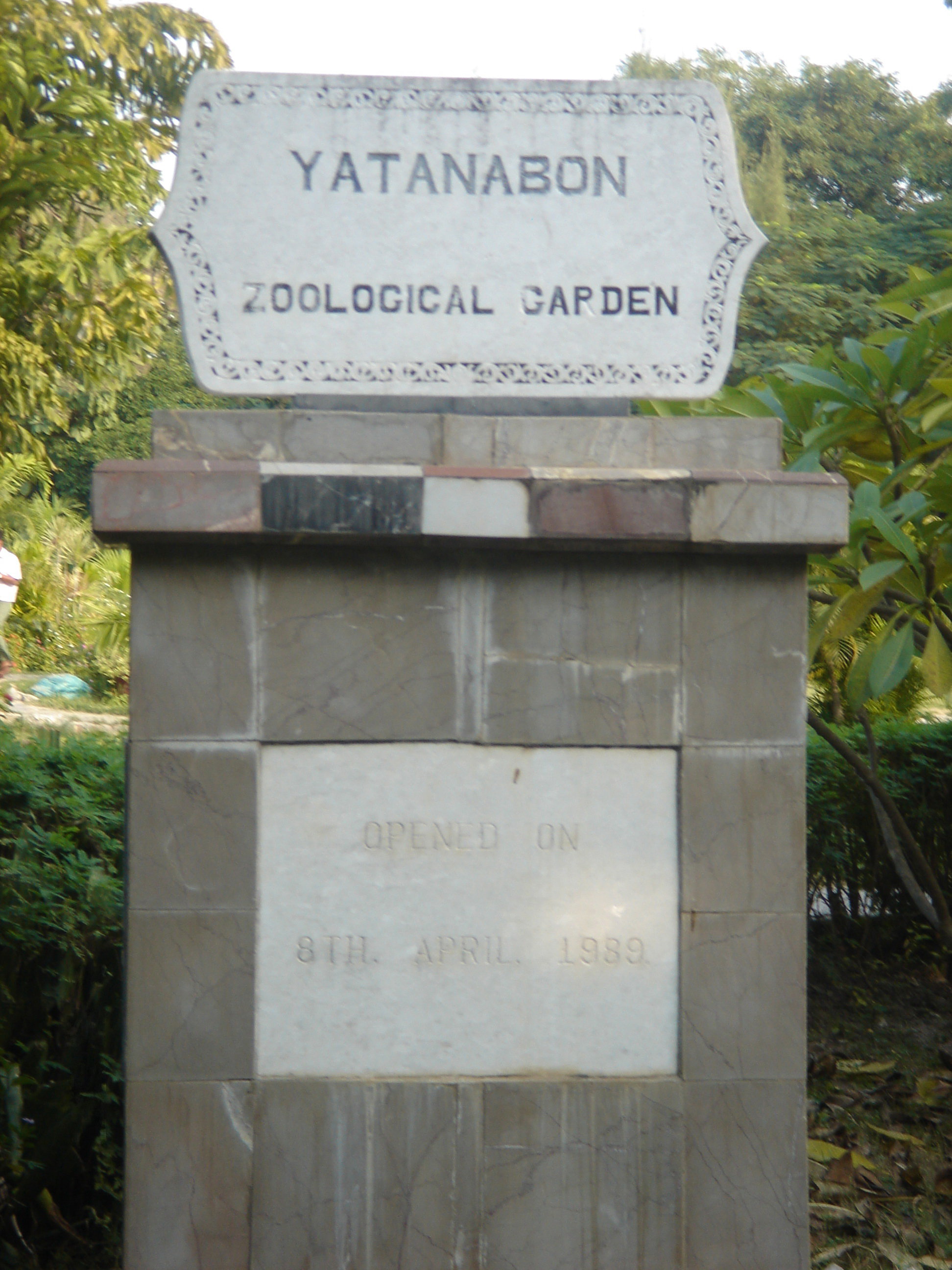
Yadanabon Zoo
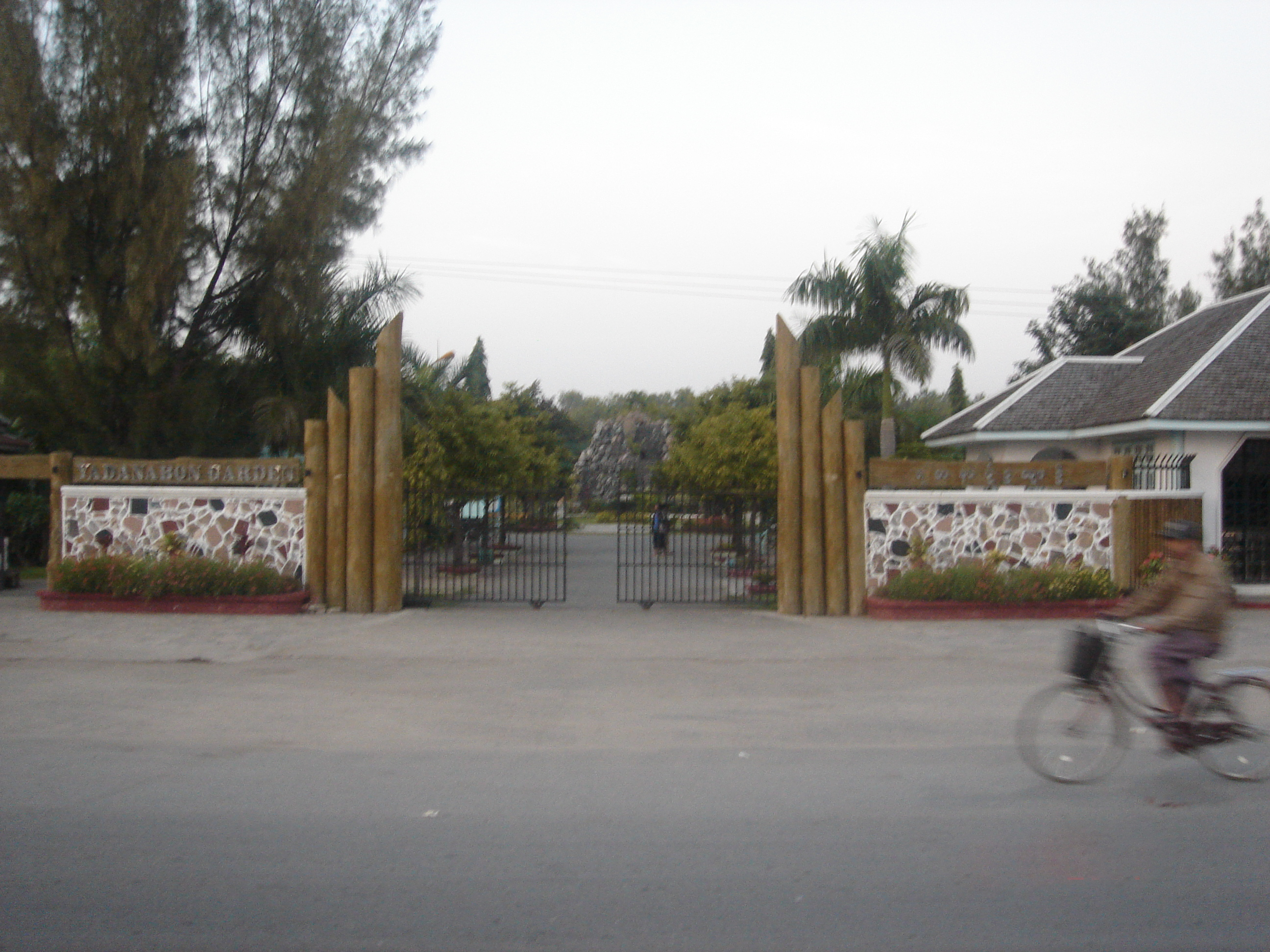
Zoo-Eingang